# Minnie Soo Wai Yam
Minnie Soo Wai Yam (Chinees: 蘇慧音) (Hongkong, 13 april 1998) is een Hongkongs professioneel tafeltennisster. Ze speelt rechtshandig met de shakehandgreep. Soo is haar achternaam.
Zij vertegenwoordigde haar land op de Olympische Zomerspelen 2020 2020 en won daar brons met het team.

## Belangrijkste resultaten
- Brons met het team op de Olympische Zomerspelen 2020 in Tokio.
- Brons met het team op de wereldkampioenschappen 2018 in Halmstad.